# Michel Stuffer
Michel Stuffer (ur. 27 kwietnia 1973 w Santa Cristina Gherdëina) – włoski narciarz alpejski, złoty medalista mistrzostw świata juniorów.

## Kariera
Po raz pierwszy na arenie międzynarodowej Michel Stuffer pojawił się w 1992 roku, startując na mistrzostwach świata juniorów w Mariborze. Zwyciężył tam w gigancie, wyprzedzając bezpośrednio Szweda Tobiasa Hellmana i Torbjørna Søgaarda z Norwegii. Na tej samej imprezie był też 26. w zjeździe i czwarty w supergigancie, w którym walkę o podium przegrał z Jürgenem Haslerem z Liechtensteinu o 0,03 sekundy. Nigdy nie wystartował w zawodach Pucharu Świata. Startował za to w Pucharze Europy, jednak bez sukcesów. Nie startował na igrzyskach olimpijskich ani mistrzostwach świata.

## Osiągnięcia

### Mistrzostwa świata juniorów
| Miejsce | Dzień     | Rok  | Miejscowość | Konkurencja | Czas biegu  | Strata  | Zwycięzca      |
| ------- | --------- | ---- | ----------- | ----------- | ----------- | ------- | -------------- |
| 26.     | 25 lutego | 1992 | Maribor     | Zjazd       | 1:19,48 min | +1,46 s | Michael Makar  |
| 4.      | 26 lutego | 1992 | Maribor     | Supergigant | 1:08,11 min | +1,03 s | Tobias Hellman |
| 1.      | 28 lutego | 1992 | Maribor     | Gigant      | 2:04,26 min | -       | -              |